# Eublemma dissoluta
Eublemma dissoluta är en fjärilsart som beskrevs av Rothschild 1921. Eublemma dissoluta ingår i släktet Eublemma och familjen nattflyn. Inga underarter finns listade i Catalogue of Life.